# Pangolin
Pangolinii (numiți și furnicari solzoși) sau folidotele (Pholidota) este un ordin de mamifere placentare nocturne lipsite de dinți, cu corpul lung, acoperit cu solzi cornoși care se îmbină întocmai ca țiglele de pe acoperiș (sunt singurele mamifere cu solzi), botul alungit, coadă foarte lungă, limba lungă protractilă și foarte lipicioasă, cu ajutorul căreia adună furnicile și termitele. 
Sunt cunoscute 8 specii actuale grupate în 3-4 genuri (sau subgenuri) răspândite în sud-estul Asiei și în Africa tropicală, și mai multe specii fosile, incluse în familia manide (Manidae), ordinul folidote (Pholidota). Unele specii sunt arboricole, altele terestre. Reproducerea are loc o singură dată pe an, femelele nasc câte un singur pui (rareori doi), pe care mama îl poartă cățărat pe spate sau agățat pe pântece sau la baza cozii. 
Pangolinii au devenit rari, deoarece localnicii îi vânează pentru carne, iar solzii lor sunt utilizați la prepararea unor medicamente tradiționale cu rol stimulator, toate cele opt specii fiind pe cale de dispariție. Pangolinii sunt cele mai traficate animale.

## Etimologie
Denumirea de pangolin provine din cuvântul malaiezian panggoling, care înseamnă încolăcire, deoarece pangolinii se încolăcesc ca o minge sau emit o secreție odorantă când se simt amenințați.

## Descriere
Picioarele pangolinilor sunt înarmate cu gheare puternice și încovoiate ca niște căngi, cu care pot săpa mușuroaiele furnicilor și termitelor cu care se hrănesc. Membrele anterioare sunt slab dezvoltate față de cele posterioare și, de multe ori, pangolinii se deplasează numai pe membrele posterioare. Stomacul este format dintr-un singur compartiment; epiteliul ce-l căptușește este cornificat, iar pereții săi în regiunea pilorică cuprind o musculatură puternică, care împreună cu epiteliul cornificat constituie un aparat triturator, unde corpul chitinos al insectelor este sfărâmat și apoi este amestecat cu sucurile digestive, înlocuind astfel dinții care lipsesc.

## Specii actuale
În prezent trăiesc 8 specii, 4 în Africa și 4 în Asia:
- Ordinul Pholidota Weber, 1904 = Folidote

- Familia Manidae Gray, 1821 = Manide

- Subfamilia Maninae Gray 1821 = Pangolini asiatici, Manine

- Genul Manis Linnaeus, 1758

- Subgenul Manis Linnaeus, 1758

- Specia Manis crassicaudata E. Geoffroy, 1803 = Pangolinul indian, răspândit în Pakistan, India și China, iar la sud, până în Sri Lanka;
- Specia Manis pentadactyla Linnaeus, 1758 = Pangolinul chinezesc, răspândit în Nepal și China.

- Subgenul Paramanis Pocock, 1824

- Specia Manis culionensis (Paramanis culionensis) de Elera, 1915 = Pangolinul filipinez, răspândit în Filipine
- Specia Manis javanica (Paramanis javanica) Desmarest, 1822 = Pangolinul de Java, răspîndit în Birmania, Thailanda, Vietnam, Sumatera, Jawa, Kalimantan și insulele învecinate;

- Subfamilia Smutsiinae Gray 1873 = Pangolini africani, Smutsiine

- Genul Smutsia Gray, 1865

- Subgenul Smutsia Gray, 1865

- Specia Smutsia gigantea (Manis gigantea) Illiger, 1815 = Pangolinul gigant, răspândit în vestul și centrul Africii
- Specia Smutsia temminckii (Manis temminckii) Smuts, 1832 = Pangolinul de stepă, răspândit în estul și sudul Africii

- Genul Phataginus Rafinesque 1821

- Subgenul Uromanis Pocock, 1924

- Specia Phataginus tetradactyla (Manis tetradactyla, Uromanis tetradactyla) Linnaeus, 1766 = Pangolinul cu coadă lungă, răspândit în vestul și centrul Africii

- Subgenul Phataginus Rafinesque, 1821

- Specia Phataginus tricuspis (Manis tricuspis) Rafinesque, 1821 = Pangolinul de copac, răspândit în vestul și centrul Africii

## Amenințări și conservare
Pangolinii se confruntă cu braconajul și pierderea habitatului. Solzii de pangolin sunt folosiți în medicina tradițională chineză, motiv pentru care populațiile asiatice au ajuns în declin. Aceasta a dus la o intensificare a traficului și cu specii africane. Pe lângă asta, carnea de pangolin este considerată o delicatesă în  Africa, China și Asia de Sud-Est. Majoritatea pangolinilor sunt capturați în Africa, fiind apoi transportați și comercializați ilegal mai ales în China și Vietnam, produse precum solzii fiind ușor de găsit în Africa (de exemplu, în piețele de alimente din Camerun), dar la cerere mare în China și Asia de Sud-Est. Pangolinii sunt cele ma traficate animale din lume.
Comerțul internațional cu toate speciile de pangolin este interzis din 2017, prin convenția CITES, dar traficul ilegal rămâne o problemă majoră. Pe Lista Roșie a Uniunii Internaționale pentru Conservarea Naturii, două specii de pangolin sunt categorizate ca vulnerabile, trei ca amenințate și trei ca amenințate critic.